# Soufiane Bouftini
Soufiane Bouftini (in arabo سفيان بوفتيني‎?; Casablanca, 3 maggio 1994) è un calciatore marocchino, difensore dell'Al-Wasl e della nazionale marocchina.

## Palmares

### Club

#### Competizioni nazionali
- UAE Arabian Gulf League: 1

Al Wasl: 2023-2024
- Coppa del Presidente degli Emirati Arabi Uniti: 1

Al Wasl: 2023-2024

### Nazionale
- Campionato delle nazioni africane: 1

2020